# Hagos Gebrhiwet
Hagos Gebrhiwet, född den 11 maj 1994 i Ts'a'ida Imba, är en etiopisk friidrottare.
Han tog OS-brons på 5 000 meter i samband med de olympiska friidrottstävlingarna 2016 i Rio de Janeiro..